# Prontosil
Le Prontosil est un médicament antibactérien découvert en 1932. La démonstration par Gerhard Domagk de l'efficacité de ce composé du soufre contre certaines infections à streptocoque et la découverte par Daniel Bovet de son principe actif, le sulfanilamide, ont ouvert en 1935 à la chimie pharmaceutique la voie nouvelle de la sulfamidothérapie.

## Histoire

### Découverte
Le Prontosil fut obtenu au terme de cinq années de recherches et de tests sur des centaines de composés liés aux colorants azoïques, par une équipe des laboratoires du groupe allemand Bayer qui faisait alors partie d'IG Farben.
La sulfamidochrysoïdine, dérivé soufré de l'acide para-aminobenzoïque, avait d’abord été synthétisée par Josef Klarer (de) et Fritz Mietzsch (de), chimistes chez Bayer. Le premier résultat probant de son activité fut obtenu, à la fin de décembre 1931, sur une infection systémique à streptocoque du rat (Streptococcus pyogenes). Le sel de sodium du composé, soluble dans l’eau et qui donne une solution d’un rouge bordeaux, fut essayé cliniquement de 1932 à 1934, d’abord à l’hôpital voisin de Wuppertal-Elberfeld, dirigé par Philipp Klee, puis à l’hôpital de l’université de Düsseldorf. Publiés dans le numéro daté du 15 février 1935 de la plus importante des revues allemandes de sciences médicales de l’époque, les résultats furent d’abord reçus avec un certain scepticisme par une communauté scientifique surtout attentive à l’immunothérapie en général, et à la vaccination en particulier. Leonard Colebrook fut le premier à l'utiliser, dans le traitement de la fièvre puerpérale. La nouvelle des succès cliniques se répandit cependant en Europe et, après la guérison de Delano Roosevelt, un des fils du président Franklin Roosevelt, l’intérêt s’accrut brusquement. Des douzaines d’équipes de chimistes se mirent alors à travailler sur le Prontosil.

### Prolongements
Dès la fin de 1935, dans le laboratoire de chimie thérapeutique dirigé par Ernest Fourneau à l’Institut Pasteur, Jacques et Thérèse Tréfouël, Federico Nitti et Daniel Bovet établirent que la sulfamidochrysoïdine se métabolise en para-aminophénylsulfamide, molécule incolore et plus simple que le Prontosil, et ils montrèrent que ce 1162 F était l’agent actif du médicament, tandis que Gaston Roussel négociait une licence avec le laboratoire allemand afin de commercialiser en France le Prontosil sous le nom de « Rubiazol, ».

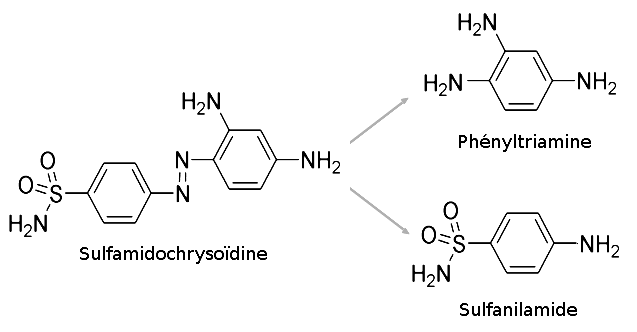
Sulfanilamide, métabolite du Prontosil

Rebaptisé « Prontosil album » en Allemagne, le p-aminophénylsulfamide devint le premier des médicaments sulfamidés administrables par voie orale de la firme Bayer. À partir de 1937, il fut vendu en France sous le nom de « Septoplix » par les établissements Théraplix, chargés de la commercialisation des produits de la société Rhône-Poulenc.
Le sulfamide était bon marché, il s’associait facilement à d’autres molécules et il était libre de droits : Paul Gelmo, étudiant en chimie à l’université de Vienne, en avait accompli la synthèse en 1909, mais sans deviner ses propriétés thérapeutiques. Aussi les chimistes allaient-ils très vite mettre au point des dizaines de médicaments sulfamidés de seconde génération. Le Prontosil ne rendit donc pas les profits que Bayer en attendait. Pourtant, bien que rapidement éclipsé par ces nouveaux sulfamides puis, à partir des années 1940, par la pénicilline et d’autres antibiotiques, efficaces contre une plus grande variété de bactéries, il est resté sur le marché jusque dans les années 1960.

## Sources
- (en) Cet article est partiellement ou en totalité issu de l’article de Wikipédia en anglais intitulé « Prontosil » (voir la liste des auteurs).
- Daniel Bovet, Une chimie qui guérit : Histoire de la découverte des sulfamides, Paris, Payot, coll. « Médecine et sociétés » (no 13), 1988, 322 p. (ISBN 2-228-88108-2 et 978-2-228-88108-1, BNF 35007298).